# 姜波 (NASA研究员)
姜波是NASA兰利研究中心的合同研究员，从事“高科技成像源代码”研究。2013年3月16日，姜波准备单程返回中国时，在杜勒斯国际机场被捕，罪名是向联邦官员撒谎。众议员弗兰克·沃尔夫指控他从事间谍活动，使其接受调查，因为他可能违反了《武器出口管制法》。宣誓书称，姜波此前曾将一台包含敏感信息的属于NASA的笔记本电脑带到中国。
2013年5月2日，姜波在达成认罪协议后获释，他在协议中承认了一项指控，即滥用联邦办公设备下载受版权保护的电影、电视节目和色情内容。

## 逮捕和认罪协议
联邦检察官承认，没有证据表明姜波拥有任何敏感、秘密或机密材料，其后美国法官于2013年3月28日下令将其释放。姜波的律师说，国会议员沃尔夫使其当事人成为“替罪羊”和政治迫害对象。
2013年5月2日，检察官撤销了向联邦调查员撒谎的重罪指控。姜波只承认了一项滥用政府办公设备的轻罪，并被判处约七周的监禁。在其认罪协议中，姜波承认违反了NASA的政府办公设备使用管理规定，他在属于NASA的笔记本电脑上下载了受版权保护的电影、电视节目和色情图片。
兰利研究中心的两名主管，因允许姜波访问NASA计算机系统上的文件而被起诉。但并没有任何间谍活动的证据被提出。其中一名NASA主管被罚款250美元，并被判处六个月缓刑；另一名被释放，没有受到惩罚。